# 895 (numero)
Ottocentonovantacinque (895) è il numero naturale dopo l'894 e prima dell'896.

## Proprietà matematiche
- È un numero dispari.
- È un numero composto, dai 4 divisori: 1, 5, 179, 895. Poiché la somma dei suoi divisori (escluso il numero stesso) è 184 < 895, è un numero difettivo.
- È un numero semiprimo.
- È un numero odioso.
- È un numero fortunato.
- È un numero congruente.
- È un numero di Smith.
- È un numero intero privo di quadrati.
- È un numero di Woodall.
- È un  numero palindromo e un numero ondulante nel sistema di numerazione posizionale a base 19 (292).
- È parte delle terne pitagoriche : (537, 716, 895), (895, 2148, 2327), (895, 16008, 16033), (895, 80100, 80105), (895, 400512, 400513).

## Astronomia
- 895 Helio è un asteroide della fascia principale del sistema solare.
- NGC 895 è una galassia spirale della costellazione della Balena.
- HD 895 è una stella gigante nella costellazione di Andromeda.
- IC 895 è un oggetto celeste.
- Cosmos 895 è un satellite artificiale russo.

## Strade
- Bundesautobahn 895 è una autostrada, Baden-Württemberg, nella repubblica federale di Germania.
- Pennsylvania Route 895 è una autostrada in Pennsylvania, Stati Uniti d'America.
- Virginia State Route 895 è una autostrada in Virginia, Stati Uniti d'America.
- Interstate 895 è una strada in New Jersey, Pennsylvania, Rhode Island e Massachusetts negli Stati Uniti d'America.
- New Brunswick Route 895 è una strada nel Nuovo Brunswick, Canada.

## Altri ambiti
- FS 895 è una locomotiva locotender progettata dalle Ferrovie dello Stato italiane.